# Atalia (imię)
Atalia – żeńskie imię hebrajskie, hebr. עֲתַלְיָה, oznaczające "Bóg jest wielki, wysoki". Biblijna Atalia była królewną izraelską, królową Judy.
Atalia imieniny obchodzi 3 grudnia.